# Ulrica Wilson
 (octobre 2024).
La mise en forme du texte ne suit pas les recommandations de Wikipédia : il faut le « wikifier ».
Les points d'amélioration suivants sont les cas les plus fréquents. Le détail des points à revoir est peut-être précisé sur la page de discussion.
- Les titres sont pré-formatés par le logiciel. Ils ne sont ni en capitales, ni en gras.
- Le texte ne doit pas être écrit en capitales (les noms de famille non plus), ni en gras, ni en italique, ni en « petit »…
- Le gras n'est utilisé que pour surligner le titre de l'article dans l'introduction, une seule fois.
- L'italique est rarement utilisé : mots en langue étrangère, titres d'œuvres, noms de bateaux, etc.
- Les citations ne sont pas en italique mais en corps de texte normal. Elles sont entourées par des guillemets français : « et ».
- Les listes à puces sont à éviter, des paragraphes rédigés étant largement préférés. Les tableaux sont à réserver à la présentation de données structurées (résultats, etc.).
- Les appels de note de bas de page (petits chiffres en exposant, introduits par l'outil «  Source ») sont à placer entre la fin de phrase et le point final[comme ça].
- Les liens internes (vers d'autres articles de Wikipédia) sont à choisir avec parcimonie. Créez des liens vers des articles approfondissant le sujet. Les termes génériques sans rapport avec le sujet sont à éviter, ainsi que les répétitions de liens vers un même terme.
- Les liens externes sont à placer uniquement dans une section « Liens externes », à la fin de l'article. Ces liens sont à choisir avec parcimonie suivant les règles définies. Si un lien sert de source à l'article, son insertion dans le texte est à faire par les notes de bas de page.
- La présentation des références doit suivre les conventions bibliographiques. Il est recommandé d'utiliser les modèles {{Ouvrage}}, {{Chapitre}}, {{Article}}, {{Lien web}} et/ou {{Bibliographie}}. Le mode d'édition visuel peut mettre en forme automatiquement les références.
- Insérer une infobox (cadre d'informations à droite) n'est pas obligatoire pour parachever la mise en page.

Pour une aide détaillée, merci de consulter Aide:Wikification.
Si vous pensez que ces points ont été résolus, vous pouvez retirer ce bandeau et améliorer la mise en forme d'un autre article.
Ulrica Wilson est une mathématicienne afro-américaine spécialisée dans la théorie des anneaux non commutatifs et dans la combinatoire des matrices. Elle est professeure associée au Morehouse College, et directrice associée de la diversité et de la sensibilisation à l'Institute for Computational and Experimental Research in Mathematics (en) (ICERM),. Elle est également ancienne vice-présidente de la National Association of Mathematicians (en).

## Éducation et carrière
Ulrica Wilson est afro-américaine, originaire du Massachusetts, mais a grandi à Birmingham, en Alabama. Elle est diplômée du Spelman College en 1992, et a obtenu son doctorat à l'Université Emory en 2004. Elle effectue sa thèse, Cyclicity of Division Algebras over an Arithmetically Nice Field, sous la supervision par Eric Brussel.
Elle contribue l'avancement des femmes noires, des femmes de couleur et des femmes en général dans le domaine des mathématiques grâce au programme EDGE (Enhancing Diversity in Graduate Education), qui est un programme qui aide les minorités en leur fournissant un soutien pour atteindre leurs objectifs académiques et obtenir un doctorat.
Après deux séjours en tant que chercheuse postdoctorale, elle rejoint la faculté du Morehouse College en 2007, et devient directrice associée de l'ICERM en 2013. Elle siège au conseil consultatif sur l'éducation de l'ICERM.
En collaboration avec l'ICERM, Wilson est également codirectrice du programme REUF (The Research Experience for Undergraduate Faculty), qui a été fondé avec l'aide de l'American Institute of Mathematics (AIM). Le but du programme est de fournir aux professeurs de premier cycle (undergraduate) une communauté de chercheurs qui soutiennent les échanges et développent des idées et des projets de recherche, dans ils peuvent s'engager avec les étudiants.

## Le programme EDGE
Ulrica Wilson devient en 2011 codirectrice du programme EDGE, un programme visant à encadrer, former et soutenir le développement académique et les activités de recherche des femmes en mathématiques. Ce programme a été conçu pour aider la formation et la création d’emplois en mathématiques pour les femmes, en particulier celles issues de groupes sous-représentés. Le programme EDGE a contribué à faire grandir le nombre de femmes, en particulier parmi les groupes minoritaires, qui ont pu accéder à des postes dans le milieu universitaire, dans l’industrie et au gouvernement. Le programme EDGE a d'abord commencé à proposer des sessions d'été pour former les femmes sur la recherche en proposant des conférences annuelles, des mini-ateliers recherche et des collaborations avec des universités prestigieuses. Le programme EDGE s’est depuis élargi et ses activités sont désormais centrées sur un soutien continu aux femmes en vue du développement académique, et de la productivité de la recherche des femmes à plusieurs étapes critiques de leur carrière. Le programme EDGE se concentre sur les femmes à quatre stades de leur carrière : les étudiantes diplômées entrantes et avancées, les étudiantes postdoctorales et les chercheuses en début de carrière. Depuis que Wilson est devenue codirectrice, plus de 50 femmes ont participé à diverses activités du programme EDGE, et 18 participantes du programme ont obtenu un doctorat.

## Reconnaissance
En 2003, elle reçoit le prix Marshall Hall de l'Emory College of Arts and Sciences pour ses performances excellentes dans l'enseignement, et pour ses recherches exceptionnelles en tant que doctorante.
Elle remporte le prix Morehouse College Vulcan Teaching Excellence Award pour la période 2016-2017. Elle a été reconnue comme lauréate du Mois de l'histoire des Noirs 2017 par le site Mathematically Gifted & Black (en). En 2018, elle a remporté le Presidential Award for Excellence in Science, Mathematics, and Engineering Mentoring (en). Elle est codirectrice et fait partie du conseil d’administration de Enhancing Diversity in Graduate Education (en) (EDGE), un programme qui aide les femmes à entreprendre des études supérieures en mathématiques. Elle a été incluse dans la classe 2019 des boursières de l'Association for Women in Mathematics, « pour ses nombreuses années de soutien au développement professionnel des femmes dans leur quête de diplômes d'études supérieures en mathématiques, notamment par le mentorat, l'enseignement et l'administration de programmes au sein du programme EDGE, et également en tant que directrice associée de la diversité et de la sensibilisation à l'Institute for Computational and Experimental Research in Mathematics (en)(ICERM) ». Elle reçoit en 2023 le prix de l'Impact on the Teaching and Learning of Mathematics de l'AMS pour ses « nombreuses initiatives sur l'enseignement et l'apprentissage des mathématiques pour de nombreux segments de la communauté mathématique ».